# Клипхаузен
Клипхаузен (њем. Klipphausen) општина је у њемачкој савезној држави Саксонија. Једно је од 34 општинска средишта округа Мајсен. Према процјени из 2010. у општини је живјело 6.121 становника. Посједује регионалну шифру (AGS) 14627100.

## Географски и демографски подаци
Клипхаузен се налази у савезној држави Саксонија у округу Мајсен. Општина се налази на надморској висини од 260 метара. Површина општине износи 61,6 km². У самом мјесту је, према процјени из 2010. године, живјело 6.121 становника. Просјечна густина становништва износи 99 становника/km².